# Nazzaro (azienda)
La Nazzaro è stata una casa automobilistica italiana, in attività dal 1911 al 1915 e poi nuovamente tra il 1919 e il 1923.

## Storia
Fondata nel 1911 dal pilota Felice Nazzaro, un pilota che alla guida di una Fiat vinse la Targa Florio e il Gran Premio di Francia. Nel 1911 decise di diventare costruttore in proprio e insieme ai soci Maurizio Fabry, Pilade Massuero e Arnaldo Zoller fondò la Nazzaro & C. Fabbrica di Automobili con sede a Torino.
Con le vetture che portavano il suo nome, Nazzaro partecipò a varie competizioni automobilistiche con buoni risultati, come una nuova vittoria alla Targa Florio del 1913.
A causa di enormi problemi finanziari la Nazzaro & C. chiuse i battenti nel 1915 e lo stabilimento di Torino fu rilevato dalla Franco Tosi Meccanica.
Al termine della prima guerra mondiale Nazzaro aprì uno stabilimento a Firenze con il nome Automobili Nazzaro e mise in produzione un nuovo modello, la Tipo 5 che nel 1920, condotta dal pilota Meregalli, vinse la Targa Florio davanti all'Alfa Romeo guidata da Enzo Ferrari. Tuttavia anche questa nuova esperienza produttiva fu per Felice Nazzaro di breve durata. Nel 1923 Nazzaro chiuse definitivamente la sua attività di costruttore per riprendere il suo lavoro di collaudatore e consulente alla FIAT fino alla sua morte, nel 1940.